# Casa Badia (Balaguer)
La Casa Badia és un edifici del municipi de Balaguer (Noguera) protegit com a bé cultural d'interès local.

## Descripció
És un habitatge entre mitgeres situat a la plaça del Pou, de planta baixa i tres pisos amb la coberta plana. Cada nivell presenta una sola obertura a la façana i tres nivells horitzontals. A la planta baixa hi ha un establiment comercial que ocupa gairebé tot l'espai de l'obertura amb una estructura de fusta i vidre. El nivell central, els dos pisos principals de la casa, estan flanquejats per unes grans pilastres estriades que arrenquen en la línia del primer balcó i acaben en senzills capiltells d'estil dòric. El balcó del primer pis és de forma corba amb un trencaaigües que segueix les mateixes línies. El segon pis té un balcó més discret i d'una sola corba amb un senzill guardapols. Una cornisa marca la transició amb l'últim pis amb una finestra tripartida. A banda i banda de la finestra hi ha una decoració consistent en una estrella i uns línies verticals. Corona l'edifici una cornisa motllurada amb un fris amb dentellons.